# 鳶沢甚内
鳶沢 甚内（とびさわ じんない）は、江戸時代初期の盗賊。　
小田原北条氏の家臣であったが、小田原落城ののち、盗賊団の頭となる。しかし、次第に世の混乱が収まり始め、盗賊の数は減っていった。
江戸幕府は鳶沢甚内の協力によって同じく盗賊の高坂甚内を捕縛し、処刑した。
そして鳶沢甚内は江戸で古着商をはじめた。なかには盗品を売りに来た盗賊もいて、ひそかに幕府役人に連絡をして捕縛させた。時代を読んだ仲間たちの多くが同様の古着商となっていった。
彼の名、「鳶沢」甚内を由来とし、日本橋の古着屋が集まった地区に鳶沢町の名がついた。これが日本橋富沢町の来歴といわれる。